# 前田清子
前田 清子（まえだ きよこ、1955年6月29日 - ）は、日本の政治家。元滋賀県東近江市議会議員（2期）、元五個荘町長（1期）、元五個荘町議会議員（2回）。滋賀県初の女性首長である。

## 来歴
滋賀県立彦根西高等学校卒業。
長女のいじめ被害に悩んだり、近所の乱開発を心配したりする主婦だったが、学校との連携でいじめ被害が解消すると、同じ悩みを持つ母親たちが前田のもとに集まって来るようになった。「町の議会ではいじめはどんな風に扱われているのか」という素朴な疑問から1995年（平成7年）、五個荘町議会議員選挙に立候補。トップで初当選した。1999年（平成11年）、再選。
2003年（平成15年）1月26日に行われた五個荘町長選挙に立候補し、現職の小串勲との一騎打ちを制し初当選した。
※当日有権者数：8,893人 最終投票率：%（前回比：pts）
| 候補者名 | 年齢 | 所属党派 | 新旧別 | 得票数  | 得票率 | 推薦・支持 |
| -------- | ---- | -------- | ------ | ------- | ------ | ---------- |
| 前田清子 | 47   | 無所属   | 新     | 2,795票 | 51.65% |            |
| 小串勲   | 70   | 無所属   | 現     | 2,616票 | 48.35% |            |

2005年（平成17年）2月11日、五個荘町は八日市市・愛知郡愛東町・湖東町・神崎郡永源寺町と合併して東近江市が発足。五個荘町廃止に伴い失職。
同年10月23日に行われた東近江市議会議員選挙の第3選挙区（定数4）に立候補し当選。2009年（平成21年）、再選。健康上の理由により、2013年（平成25年）の市議選は出馬しなかった。